# 사쿠라이 다다오키

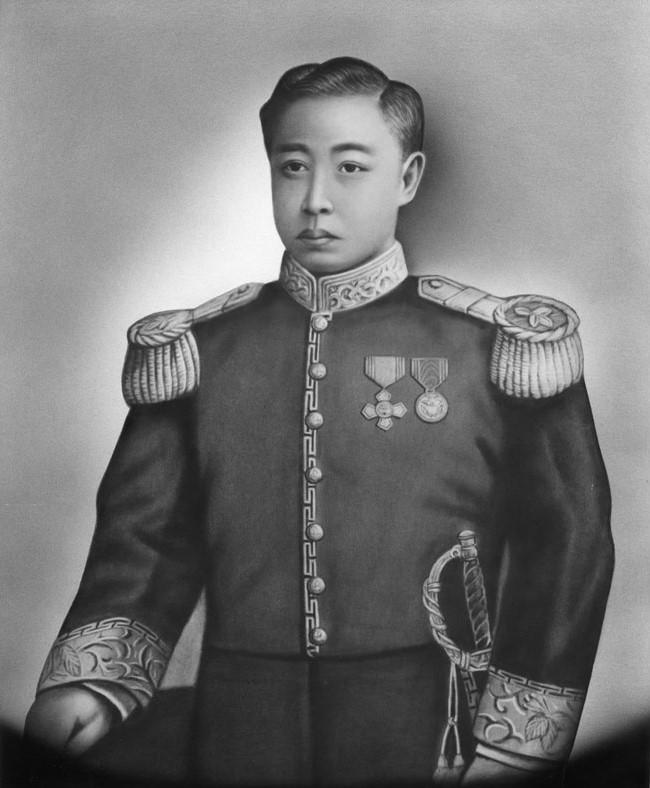
사쿠라이 다다오키

사쿠라이 다다오키(桜井忠興)는 일본 제국의 자작이다. 막말 당시의 이름은 마쓰다이라 다다오키(松平忠興). 셋쓰 아마가사키번 제7대 번주이며 아마가사키 번 사쿠라이 마쓰다이라 가(桜井松平家) 제10대 당주이다.
| 전임 마쓰다이라 다다나가 | 제16대 사쿠라이 가 당주 1861년 ~ 1895년 | 후임 사쿠라이 다다타네 |

| 전임 마쓰다이라 다다나가 | 제7대 아마가사키번 번주 (사쿠라이 마쓰다이라 가) 1861년 ~ 1871년 | 후임 폐번치현 |